# Astraea hauthalii
Astraea hauthalii är en törelväxtart som först beskrevs av Carl Ernst Otto Kuntze, och fick sitt nu gällande namn av Paul Edward Berry. Astraea hauthalii ingår i släktet Astraea och familjen törelväxter.
Artens utbredningsområde är Paraguay. Inga underarter finns listade i Catalogue of Life.